# Aigremont (Yonne)
Aigremont település Franciaországban, Yonne megyében. Lakosainak száma 71 fő (2022. január 1.). Aigremont Sainte-Vertu, Nitry, Lichères-près-Aigremont és Poilly-sur-Serein községekkel határos.

## Népesség
A település népességének változása:
| Lakosok száma | 74   | 77   | 81   | 78   | 78   | 77   | 75   | 73   | 71   |
|               | 2013 | 2015 | 2016 | 2017 | 2018 | 2019 | 2020 | 2021 | 2022 |